# Hideo Hashimoto
Hideo Hashimoto (Osaka, Japó, 21 de maig de 1979) és un futbolista japonès que disputà 15 partits amb la selecció japonesa.